# جزيرة سامبر غيلاب
جزيرة سامبر غيلاب وهي جزيرة من جزر إندونيسيا، وتتبع إقليم كليمنتان الجنوبية في إندونيسيا.